# Robert Schlünssen
Robert Schlünssen (ur. 27 listopada 1983 roku) – duński kierowca wyścigowy startujący również z niemiecką licencją.

## Kariera
Meijer rozpoczął karierę w wyścigach samochodowych w 2000 roku od startów w Formule BMW ADAC. Z dorobkiem 11 punktów uplasował się tam na szesnastej pozycji w klasyfikacji generalnej. W późniejszych latach pojawiał się także w stawce Niemieckiej Formuły Renault, Europejskiego Pucharu Formuły Renault 2000, Formule Renault Habo DaCosta, Skandynawskiej Formuły Renault, Danish Touringcar Championship (mistrz w 2008 roku w klasie DTC), Danish Touringcar Championship, FIA GT Championship oraz Scandinavian Touring Car Cup.